# Jahdunlim
Jahdunlim (Yaḫdun-Līm vagy Yaḫdul-Līm) Karkemis uralkodója, Aplahanda fia és testvérével, Jatarannival trónutódja. Kortársa volt Zimrí-Limnek és I. Jarimlímnek, akik a kor nagyhatalmait, Márit és Jamhadot képviselték. Neve a Máriban előkerült dokumentumokban olvasható. Jataranni halála után Karkemis egyeduralkodója.
Jahdunlim utódja nem ismert, városa hamarosan – körülbelül i. e. 1745-ben – Jamhad fennhatósága alá került, miután Márit az Óbabiloni Birodalom alapítója, Hammurapi végleg eltüntette a történelemből.